# 422 Бероліна
422 Бероліна (422 Berolina) — астероїд головного поясу, відкритий 8 жовтня 1896 року Ґуставом Віттом у місті Берліні і названий на його честь.